# Otorowo (Grande-Pologne)
Pour les articles homonymes, voir Otorowo.
Otorowo (prononciation : [ɔtɔˈrɔvɔ], en allemand : Otterwalde) est un village polonais de la gmina de Szamotuły dans le powiat de Szamotuły de la voïvodie de Grande-Pologne dans le centre-ouest de la Pologne.
Il se situe à environ 12 kilomètres au sud-ouest de Szamotuły (siège de la gmina et du powiat), et à 37 kilomètres au nord-ouest de Poznań (capitale de la Grande-Pologne).

## Histoire
De 1975 à 1998, le village faisait partiedu territoire de la voïvodie de Poznań.

Depuis 1999, Otorowo est situé dans la voïvodie de Grande-Pologne.
Le village possède une population de 1 240 habitants en 2009.